# Vetusta Morla
Vetusta Morla est un groupe de rock alternatif espagnol, originaire de Tres Cantos, Communauté de Madrid.

## Biographie

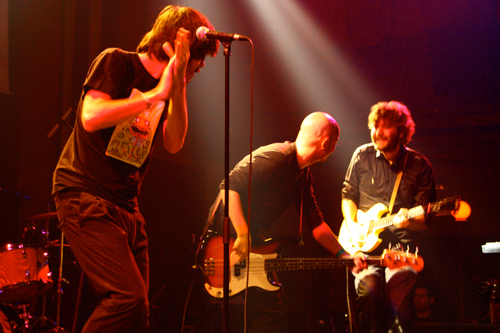
Vetusta Morla en concert en 2008.

En 2004, ils jouent dans les concerts de Radio 3, diffusé sur RTVE. Ils participent également au Festival International Anti-Crise (Beyrouth), auquel ils sont invités pour représenter l'Espagne. L'événement réunit plusieurs artistes de différentes nationalités. Là, ils ont non seulement eu l'occasion de jouer avec tous les invités, mais aussi de vivre un moment musical ensemble pendant quelques jours dans une maison ottomane transformée en résidence pour artistes et centre culturel appelé Zico House. En janvier 2005, ils publient Mira, un EP auto-publié de sept chansons.
Après neuf ans de carrière musicale, le groupe a sorti son premier album studio, Un día en el mundo, en février 2008. La formation remporte pour cet album trois Premios de la Música (l'équivalent des Victoires de la musique français) dont ceux du meilleur nouvel artiste et du meilleur album pop alternatif. Copenhague, le quatrième morceau issu de Un día en el mundo, est élu comme l'une des chansons « indispensables » par l'Unión Fonográfica Independiente et Radio 3. Le 21 octobre 2008, Vetusta Morla reçoit le prix Ojo Crítico dans la catégorie « Musique moderne », l’un des prix culturels les plus importants décernés en Espagne,. 
Leur deuxième album, Mapas, leur vaut une nomination pour les MTV Europe Music Awards 2011 dans la catégorie du meilleur groupe espagnol. Leur troisième album, La Deriva, sort en avril 2014.

## Membres
- Pucho, Juan Pedro Martí - chant
- David « El Indio » García - batterie, chœurs
- Álvaro B. Baglietto - basse
- Jorge González - percussions, programmation
- Guillermo Galván - guitare, claviers, chœurs
- Juan Manuel Latorre - guitare, claviers

## Discographie
Albums studio :